# کاندری
کاندری (انگلیسی: Kandry) یک شهرک در شهرستان تویمازینسکی استان باشقیرستان کشور روسیه است.